# Quercus acutidens
Quercus acutidens là một loài thực vật có hoa trong họ Cử. Loài này được Torr. miêu tả khoa học đầu tiên năm 1858.